# Аргілізація
Аргілізація, або Оглинення — процес гідротермального метасоматичного заміщення глинистими силікатами мінералів магматичних комплексів під впливом постмагматичних розчинів. Фактично це перетворення гірських порід у глини при процесах хімічного вивітрювання в тій чи іншій частині ґрунтового профілю як наслідок ґрунтоутворення, власне процес метаморфізму товщі ґрунту без переміщення продуктів вивітрювання, за винятком водорозчинних солей.

## У ґрунтознавстві
Оглинення може здійснюватися в результаті безпосереднього перетворення на місці первинних мінералів у вторинні під впливом біохімічних і хімічних агентів, а також в результаті процесів вторинного синтезу з продуктів мінералізації органічних залишків. Оглиненню сприяють достатнє зволоження профілю в умовах тривалого періоду з позитивними температурами, а також інтенсивно протікають процеси біологічного кругообігу речовин.
У розвитку процесів оглинення в ґрунтовому профілі важливе значення має участь мікроорганізмів і продуктів життєдіяльності й розкладання вищих рослин. Оглинення відбувається в середній частині профілю, де відзначається найбільш стійке і сприятливе для глиною вивітрювання стан теплового та водного режимів. На кам'янисто-хрящуватим породах оглинення спостерігається з поверхні. При огліненні в ґрунтовому профілі накопичуються мул, залізо, алюміній, марганець, фосфор, магній, кальцій та інші елементи.
Це пояснюється тим, що процес оглинення відбувався досить нерівномірно. Пористість ґрунтів на різних ділянках неоднакова.
Крім того, в ілювіальному горизонті відзначається і розвиток процесу оглинення.
На відміну від сіро-коричневих ґрунтів в коричневих більш чітко виражені ознаки огліненія, що спостерігаються в середній частині профілю.
У весняну фазу ґрунтоутворення переважно протікають і процеси внутрішньоґрунтовий вивітрювання, які призводять до деякого оглинення верхній і середній частині профілю сіроземи.
Механічний склад сіроземах характеризується високим вмістом фракції великої пилу (до 40 — 55 %), а також деяким збагаченням мулистого фракцією верхньої і особливо середньої частини їх профілю, що обумовлено, як вже зазначалося, розвитком оглинення.
Для сіроземах характерні такі основні ознаки і властивості: слабка диференціація профілю на генетичні горизонти; слабка гумусованість (за винятком темних сіроземах) при помітною розтягнутості гумусового профілю; відсутність ясно вираженою макроструктури при гарній мікроагрегатності; висока пористість і пухке складення; карбонатність всього профілю при помітному її зменшенні в верхній частині профілю; лужна реакція, що обумовлена високим вмістом карбонатів; деякий огліненіе ґрунту в порівнянні з породою; помітно виражена по всьому профілю діяльність ґрунтової фауни.
Значне накопичення гумусу, непромивной водний режим та наявність іллювіально-карбонатного горизонту зближують ці ґрунти з чорноземами. Проте інтенсивне огліненіе, великий вміст поглиненого магнію та злите складання, а також іншої тепловий режим вельми істотно відрізняють ці ґрунти від чорноземів, тому їх розглядають як особливий генетичний тип, що вимагає спеціальної агротехніки.
Процес формування бурих лісових ґрунтів називається буроземоутворенням. Основними складали його є гумусоакумулятивний процес, огліинення і лессоваж.
Такий розподіл мулистого фракції відображає характерний для буроземоутворення процес оглинення, а також прояв лессоважу. У опідзолених ґрунтах перерозподіл мулу пов'язано також з власне підзолоутворенням.